# Фридрих II Гьолер фон Равенсбург
Фридрих II Гьолер фон Равенсбург (на немски: Friedrich II Göler von Ravensburg; * 14 септември 1610; † юли 1665) е благородник от стария швабски рицарски род Гьолер фон Равенсбург от Крайхгау. Резиденцията на фамилията е дворец Равенсбург при Зулцфелд в Баден-Вюртемберг.
Той е син на Енгелхард I Гьолер фон Равенсбург (1570 – 1641), главен фогт на Дурлах и Пфорцхайм, и съпругата му Анна Мария фон Ментцинген (1582 – 1641), дъщеря на Бернхард фон Ментцинген (1553 – 1628) и Барбара фон Найперг († 1608). Брат е на Георг Бернхард и Енгелхард II.
Внук му Йохан Бернхард Гьолер фон Равенсбург (1720 – 1782) е издигнат на фрайхер.

## Фамилия
Фридрих II Гьолер фон Равенсбург се жени на 8 декември 1656 г за Мария Регина Бьоклин фон Бьоклинзау (* 2 август 1636), дъщеря на Филип Лудвиг Бьоклин фон Бьоклинзау (1604 – 1654) и Ева Регина фон Зултц († 1657). Те имат един син:
- Фридрих Якоб Гьолер фон Равенсбург (* 13 януари 1660; † 19 декември 1717), женен на 15 декември 1688 г. за Анна Саломé Гайлинг фон Алтхайм (* 17 април 1662; † 3 януари 1721, Зулцфелд), дъщеря на Филип Хайнрих Гайлинг фон Алтхайм (1630 – 1679) и Марта Саломé Бьоклин фон Бьоклинзау (1624 – 1696)